# Liste der Monuments historiques in Chepy
Die Liste der Monuments historiques in Chepy führt die Monuments historiques in der französischen Gemeinde Chepy auf.

## Liste der Objekte
| Bezeichnung                      | Beschreibung                                                                                  | Standort                                             | Kennzeichnung | Schutzstatus | Datum | Bild |
| -------------------------------- | --------------------------------------------------------------------------------------------- | ---------------------------------------------------- | ------------- | ------------ | ----- | ---- |
| Taufbecken                       | Stein, zwei Kupferdeckel, 17. Jahrhundert                                                     | in der Kirche Décollation-de-St-Jean-Baptiste (Lage) | PM51002391    | Inscrit      | 1976  |      |
| Skulptur Madonna mit Kind        | Stein, 17. Jahrhundert                                                                        | in der Kirche Décollation-de-St-Jean-Baptiste (Lage) | PM51002392    | Inscrit      | 1976  |      |
| Kruzifix                         | Holz, vergoldet, 17. Jahrhundert                                                              | in der Kirche Décollation-de-St-Jean-Baptiste (Lage) | PM51002393    | Inscrit      | 1976  |      |
| Rechter Seitenaltar              | Altartisch, Retabel und Gemälde Taufe Christi; Holz, Ölfarbe auf Leinwand, 17. Jahrhundert    | in der Kirche Décollation-de-St-Jean-Baptiste (Lage) | PM51000286    | Classé       | 1977  |      |
| Linker Seitenaltar               | Altartisch, Retabel und drei Skulpturen; Holz, farbig gefasst, Stein, 17. und 18. Jahrhundert | in der Kirche Décollation-de-St-Jean-Baptiste (Lage) | PM51000287    | Classé       | 1977  |      |
| Prozessionsstab Heiliger Eligius | Metall, vergoldet, Messing, 19. Jahrhundert                                                   | in der Kirche Décollation-de-St-Jean-Baptiste (Lage) | PM51002390    | Inscrit      | 1976  |      |